# Sydlig kornlöpare
Sydlig kornlöpare (Amara crenata) är en skalbaggsart som beskrevs av Pierre François Marie Auguste Dejean 1828. Sydlig kornlöpare ingår i släktet Amara, och familjen jordlöpare. Arten förekommer tillfälligt i Sverige, men reproducerar sig inte.

## Bildgalleri

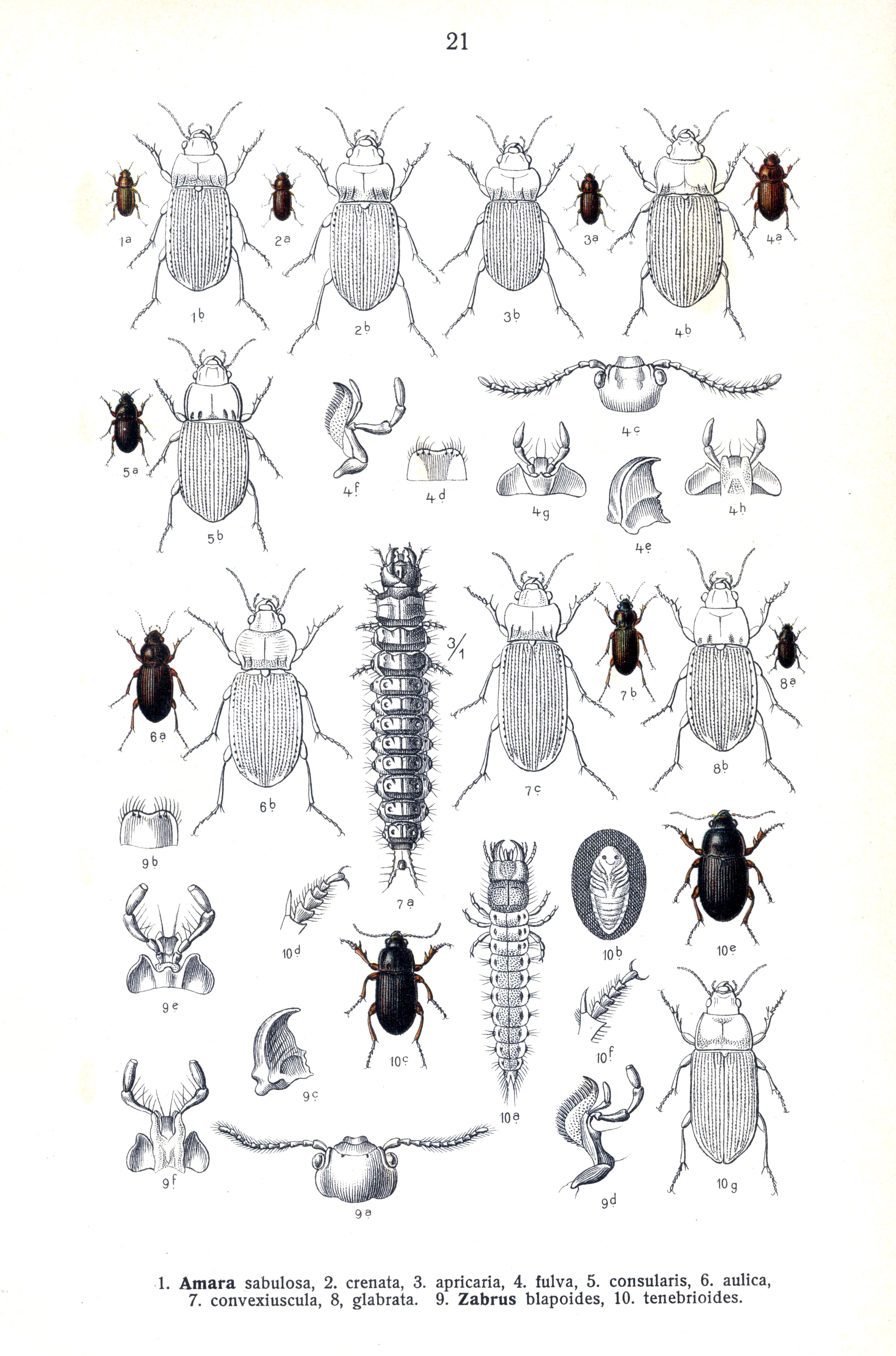
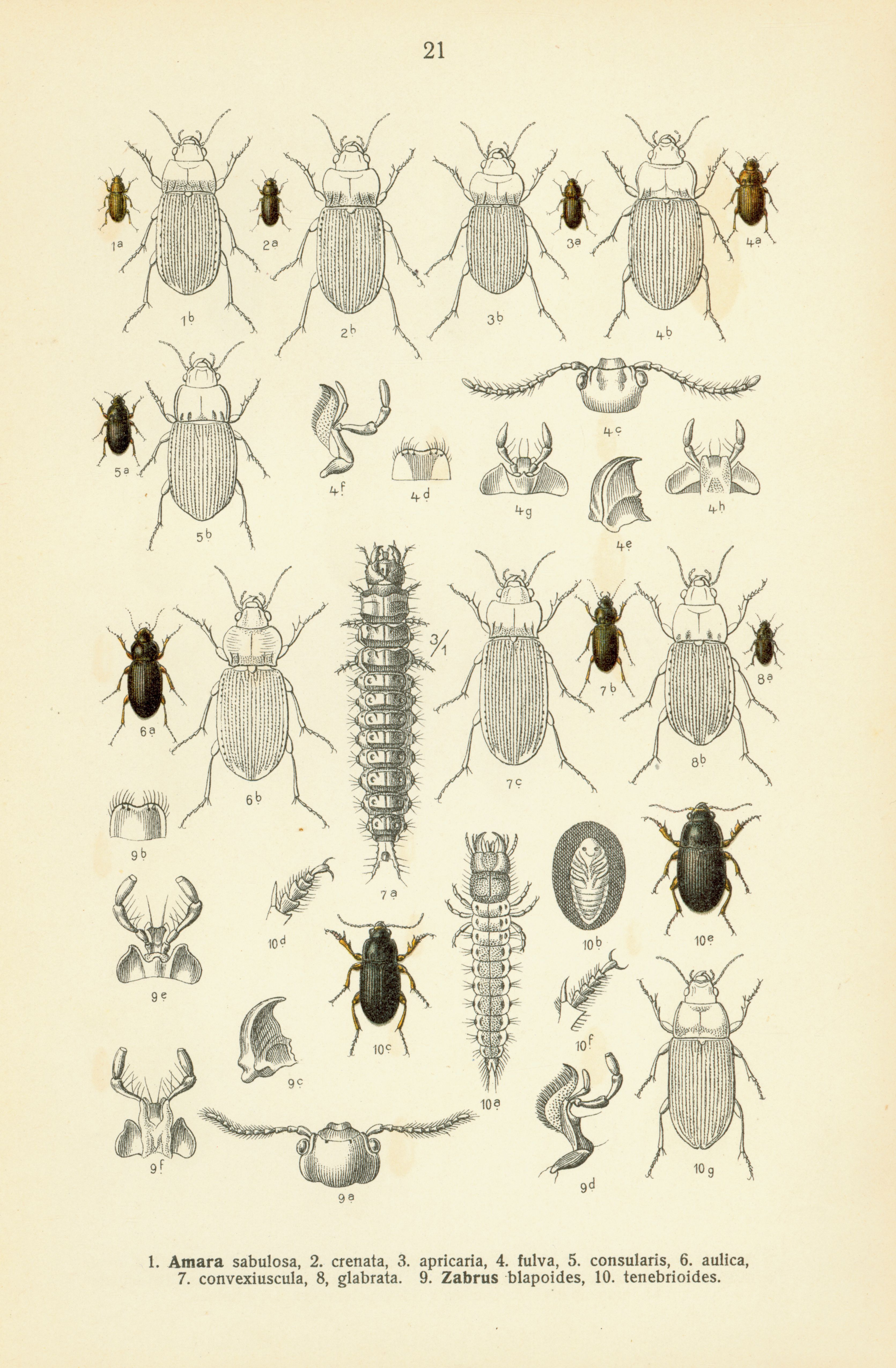